# Sefro
- Sefro là một đô thị ở tỉnh Macerata ở vùng Marche, có vị trí cách khoảng 70 km southwest of Ancona và khoảng 45 km southwest of Macerata. Tại thời điểm ngày 31 tháng 12 năm 2004, đô thị này có dân số 453 người và diện tích là 42,5 km².
Sefro giáp các đô thị: Camerino, Fiuminata, Pioraco, Serravalle di Chienti.